# Daïra de Larbaa
La daïra de Larbaa est une daïra d'Algérie située dans la wilaya de Blida et dont le chef-lieu est la ville éponyme de Larbaa, ⵍⴰⵔⴻⴱⵄⴰ ⵏ ⴰⵢⵝ ⵎⵓⵙⴰ, Larebɛa n Ayṯ Musa.

## Communes de la daïra
La daïra est composée de deux communes : Larbaa et Souhane.

## Géographie
| Daïra de Baraki (Wilaya d'Alger) | Daïra de Baraki (Wilaya d'Alger)  | Daïra de Meftah                            |
| Daïra de Bougara                 | Daïra de Larbaa                   | Daïra de Meftah                            |
| Daïra de Bougara                 | Daïra de Tablat (Wilaya de Médéa) | Daïra de Lakhdaria (ar) (Wilaya de Bouira) |